# Ittai Joseph Tamari
Ittai Joseph Tamari (* 1956) ist ein deutscher Buchwissenschaftler. 
Als Nachfolger von Peter Honigmann ist er seit 2016 Leiter des Zentralarchivs zur Erforschung der Geschichte der Juden in Deutschland. 

## Schriften
- Francisca Baruch. In: New Hebrew Letter Type. Ausstellungskatalog. Keter, Jerusalem 1985, OCLC 16657645, S. 45–51.
- Rafael Frank und seine hebräischen Druckschriften In: Judaica Lipsiensia, Leipzig 1994: 70–78.
- Jüdische Drucke aus Konstantinopel. Ein Druckort und seine Bedeutung. In: Ulrich Marzolph: Das gedruckte Buch im Vorderen Orient. Verlag für Orientkunde, 2002, S. 118–127 (PDF, 840 kB).
- Frank-Rühl-Letter. In: Dan Diner (Hrsg.): Enzyklopädie jüdischer Geschichte und Kultur (EJGK). Band 2: Co–Ha. Metzler, Stuttgart/Weimar 2012, ISBN 978-3-476-02502-9, S. 369–371.
- Elijahu ha-Lewi (Levita), oder ein fränkischer Jude in Italien. In: Michael Brenner, Daniela F. Eisenstein (Hrsg.): Die Juden in Franken. Oldenbourg, München 2012 (= Studien zur Jüdischen Geschichte und Kultur in Bayern. Band 5), ISBN 978-3-486-70100-5, S. 43–50.
- Das Volk der Bücher. Eine Bücherreise durch sechs Jahrhunderte jüdischen Lebens. Mit Bildern von Bodo Mertoglu und einem Vorwort von Michael Brenner. Oldenbourg, München 2012, ISBN 978-3-486-70410-5.